# Mohammed Nuru Dini
Mohammed Nuru Dini (sinh ngày 15 tháng 10 năm 1987) là một cầu thủ bóng đá người Ghana thi đấu cho Liberty Professionals ở Giải bóng đá ngoại hạng Ghana mùa giải 2006–07.